# Elztal (Schwarzwald)
Das Elztal ist ein Tal 15 km nördlich von Freiburg im Breisgau im Landkreis Emmendingen in Baden-Württemberg (Deutschland) und verdankt seinen Namen der Elz, die das Tal durchfließt. Zusammen mit dem Simonswäldertal wird das Tal vom örtlichen Tourismusverband als ZweiTälerLand beworben.

## Geographische Lage
Die Elz verlässt das muldenartige Hochtal bei den Elzfällen bei Schonach und durchläuft das obere Elztal nach Nordwesten, bis sie ihre Richtung beim „Elzknie“, einer 135-Grad-Biegung in Oberprechtal, nach Südwesten ändert. Mit der Erweiterung der Talsohle im Unterprechtal beginnt das mittlere Elztal. In diesem breiten Tal durchquert die Elz die Landschaft in sanften Kurven. Bei Waldkirch endet das Elztal und es öffnet sich zur Freiburger Bucht und der Oberrheinebene.
Entlang des Talverlaufes von Norden nach Süden, befinden sich die folgenden Orte:
- Stadt Elzach (361 m ü. NHN), mit seinen Ortsteilen: Oberprechtal, Prechtal, Yach (Seitental), Katzenmoos (Seitental)
- Gemeinde Winden (340 m ü. NHN), mit seinen Ortsteilen Oberwinden und Niederwinden
- Gemeinde Gutach im Breisgau (293 m ü. NHN), mit seinen Ortsteilen Bleibach und Siegelau (Seitental)
- Stadt Waldkirch (274 m ü. NHN), mit seinen Ortsteilen Siensbach, Kollnau, Buchholz und Suggental (Seitental)

## Naturpark und Naturschutzgebiete
Das Elztal liegt im Naturpark Südschwarzwald, dem größten Naturpark Deutschlands. was für die Region Vorteile hinsichtlich Umweltschutz, Erholung, Bildung und nachhaltiger Entwicklung bietet, während gleichzeitig ein Bewusstsein für die Bedeutung der natürlichen Ressourcen und des kulturellen Erbes gefördert wird.
Folgende Gebiete wurden als besondere Naturschutzgebiete ausgewiesen:
- Kohlersloch (Elzach)
- Prechtaler Schanze-Ecklesberg (Elzach)
- Rohrhardsberg-Obere Elz (Elzach)
- Yacher Zinken (Elzach)

## Verkehr

### Straßenverkehr
Hauptbundesstraße durch das Elztal ist die B 294 (Bretten–Freiburg im Breisgau). Die vierspurig von Freiburg kommende Bundesstraße wird ab Waldkirch, kurz vor dem 1100 Meter langen Hugenwaldtunnel, zweispurig. Sie umfährt anschließend die Ortschaften Gutach und Niederwinden und durchfährt anschließend Oberwinden. Seit September 2024 besteht durch den Brandbergtunnel auch bei Oberwinden eine Ortsumfahrung nach Elzach. Beim Ortsteil Prechtal verlässt die B 294 das Elztal in Richtung mittleres Kinzigtal.
Weitere Straßenverbindungen, die aus dem Elztal herausführen:
- L 173 von Gutach durch das Simonswäldertal nach Gütenbach und Furtwangen.
- L 101 von Elzach über das Biederbacher Tal nach Schuttertal.
- L 107 von Prechtal nach Oberprechtal und verlässt das obere Elztal in Richtung Gutach/Schwarzwald.
- L 109 von Oberprechtal das obere Elztal hinauf nach Schonach.

### Fahrradwege
Der Europäische Radwanderweg von Villé im Elsass führt durch das Elztal bis nach Elzach. In Waldkirch besteht Anschluss an den Radschnellweg nach Freiburg. Die Strecken verlaufen meist auf geteerten Radwegen und die zu bewältigenden Höhenmeter sind gering und die Anstiege überschaubar.

### ÖPNV
Die von der SWEG betriebenen Elztalbahn fährt als Linie S2 der Breisgau-S-Bahn im Stundentakt zwischen Freiburg Hbf und Elzach. Das Fahrplanangebot wird bis Bleibach verstärkt, so dass auf diesem Abschnitt ein ungefährer Halbstundentakt herrscht. Mehrere Linien des Südbadenbus binden das Elztal an den öffentlichen Nahverkehr an. Außerdem bedient von Freiburg aus eine Nachtbuslinie alle Orte an der Elztalbahn.

## Ausflugsziele und Sehenswürdigkeiten

### Bei Waldkirch
- Elztalmuseum
- Edelsteinschleiferei Wintermantel
- Schwarzwaldzoo
- Stadtrainsee
- Baumkronenweg (Weblink)
- Freibad[3]
- Historische Altstadt und Marktplatz siehe Rathaus (Waldkirch)
- Schloss Buchholz
- Ruine der Kastelburg (368,3 m ü. NHN)
- Ruine der Schwarzenburg (656,2 m ü. NHN)
- Kandel (1241,3 m ü. NHN)

### Bei Gutach
- Kirche St. Georg in Bleibacha
- Freibad[4]
- Walderlebnispfad am Hörnleberg[5]

### Bei Winden
- Freizeitanlage am Kirchberg[6]
- Hörnleberg (906,2 m ü. NHN)
- Tafelbühl (1084 m ü. NHN)

### Bei Elzach
- Heimatmuseum im Alten Rathaus[7]
- Hammerschmiede Oberprechtal[8]
- Städtisches Freibad[9]
- Schwimmbad Oberprechtal[10]
- Rohrhardsberg (1153,2 m ü. NHN)
- Siebenfelsen (Yach) (ca. 832 m ü. NHN)
- Huberfelsen (Oberprechtal) (ca. 740 m ü. NHN)

### Wanderrouten
- Rundwanderweg: Zweitälersteig
- Mehrtageswanderstrecke: Kandelhöhenweg
- Prechtäler Bienenweg[11][12]